# Paatio

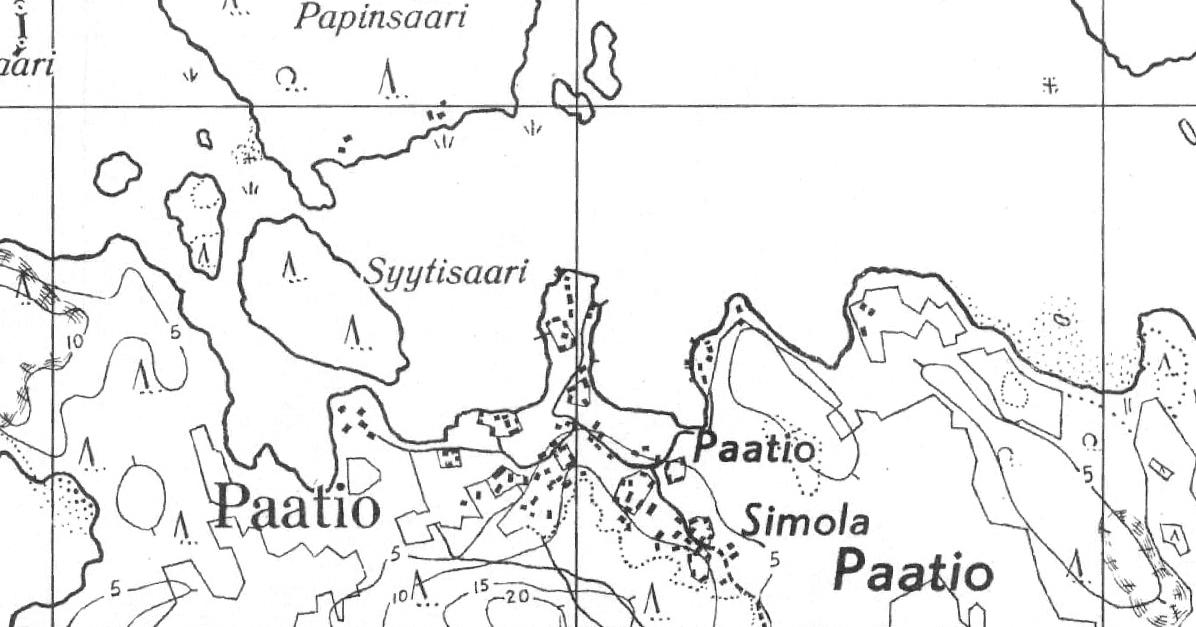
Carte topographique des environs d'un village sur Paatio, en 1940, alors que l'île était encore finlandaise.

Paatio (russe : Большой Пограничный, Bolšoi Pogranitšnyi) est une île du golfe de Finlande située dans le raïon de Vyborg (oblast de Leningrad, Russie), à la frontière entre la Finlande et la Russie.

## Géographie
L'île couvre une superficie d'environ 800 hectares.
Du côté finlandais, l'île la plus proche est celle de Rääntiö.

## Histoire
Avant la Seconde Guerre mondiale, Paatio faisait partie de la municipalité finlandaise de Virolahti. En 1944, conformément à l'armistice de Moscou, l'Union soviétique en prit possession ainsi que des îles adjacentes de Paju et Papin.
Au début de la guerre d'Hiver, l'île comptait 57 bâtiments résidentiels pour 270 habitants. Les autorités russes délivrent des permis aux étrangers pour visiter l'île.

## Sources
- (fi) Cet article est partiellement ou en totalité issu de l’article de Wikipédia en finnois intitulé « Paatio » (voir la liste des auteurs).